# 冬の花火 わたしの太宰治
『冬の花火 わたしの太宰治』（ふゆのはなび わたしのだざいおさむ）は、TBS系の「金曜ドラマ」枠にて1979年10月19日から1980年1月11日まで放送された日本のテレビドラマである。石坂浩二主演。昭和初期を代表する文豪・太宰治の恋愛から不倫、そして愛人との自殺までを描いたドキュメンタリー的な作品。
タイトルは、太宰が1946年に発表した戯曲『冬の花火』から取られている。

## 出演者
- 太宰治 - 石坂浩二
- 大谷直子
- 檀ふみ
- 佐藤慶
- 長山藍子
- 加賀まりこ
- 地井武男
- 北村和夫
- 伊藤榮子
- 島村佳江
- 佐々木すみ江
- 桑山正一
- 奥田瑛二
- 東恵美子
- 波多野憲
- 中山仁
- 吉田次昭
- 梅野泰靖
- 阿部寿美子

## スタッフ
- 脚本 - 早坂暁、岡本克己
- 制作 - 大山勝美
- 演出 - 大山勝美、片島謙二
- 制作著作 - TBS

| TBS 金曜ドラマ | TBS 金曜ドラマ          | TBS 金曜ドラマ |
| 前番組         | 番組名                  | 次番組         |
| -------------- | ----------------------- | -------------- |
| 恋路海岸       | 冬の花火 わたしの太宰治 | 突然の明日     |